# Colmera
Colmera (ehemals 28 Novembro) ist ein osttimoresischer Suco im Verwaltungsamt Vera Cruz (Gemeinde Dili). Bis 2004 gehörte Colmera zum Verwaltungsamt Dom Aleixo. Der Suco bildet das urbane und politische Zentrum der Landeshauptstadt Dilis.

## Geographie

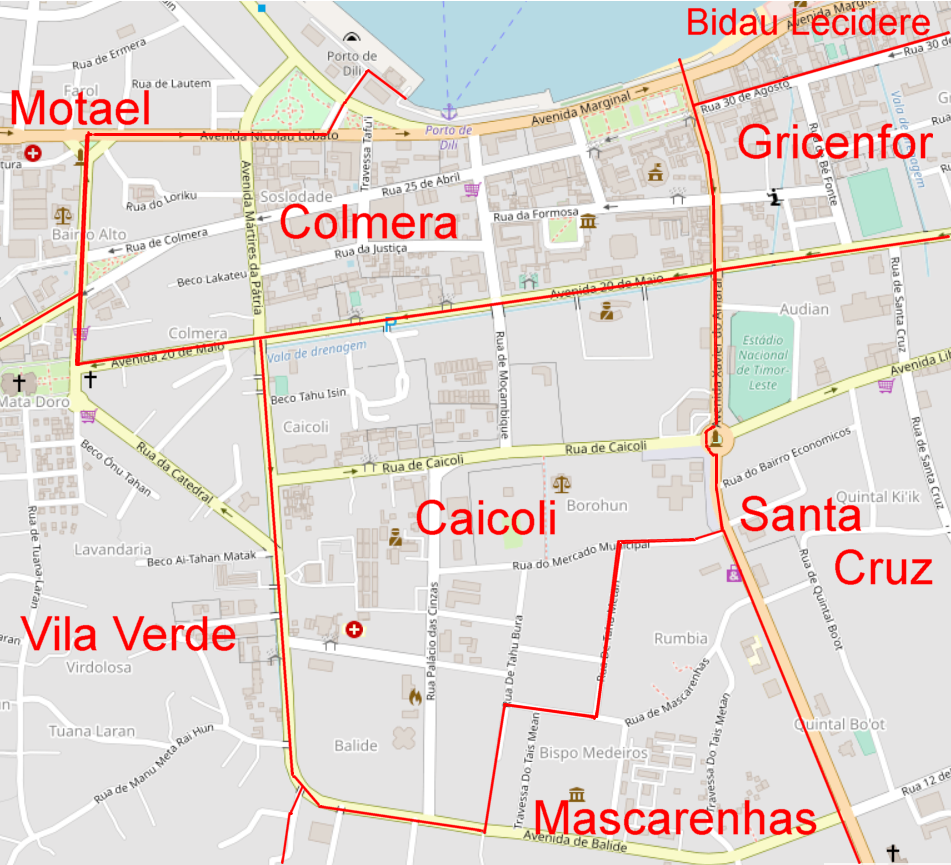
Straßenkarte von Caicoli und Colmera

Der Suco grenzt im Norden und Westen an den Suco Motael und im Süden an die Sucos Caicoli und Vila Verde. Im Osten liegt das Verwaltungsamt Nain Feto mit den Sucos Bidau Lecidere und Gricenfor. Den Westen und Norden von Colmera bildet der Stadtteil Soslodade und den Süden der eigentliche Stadtteil Colmera. Der Suco Colmera teilt sich in die zwei Aldeias Manu Fuic im Süden und Rai Nain im Norden und Westen.
Vor der Gebietsreform 2015 hatte Colmera eine Fläche von 0,58 km². Nun sind es 0,37 km². Bairo Alto, zwischen dem Fluss Maloa und der Rua da Catedral wurde an Motael abgegeben.
Im Westen des Sucos floss früher der Rio Colmera, der westlich des Jardim 5 de Maio in die Bucht von Dili mündete.

## Einwohner
In Colmera leben 1.683 Einwohner (2022), davon sind 859 Männer und 824 Frauen. 846 von ihnen wohnen in einer urbanen Umgebung, 837 im ländlich geprägten Teil des Sucos. Im Suco gibt es 343 Haushalte. Über 83 % der Einwohner geben Tetum Prasa als ihre Muttersprache an. Minderheiten sprechen Kemak, Makasae, Tetum Terik, Fataluku, Mambai, Isní oder Idaté.

## Geschichte

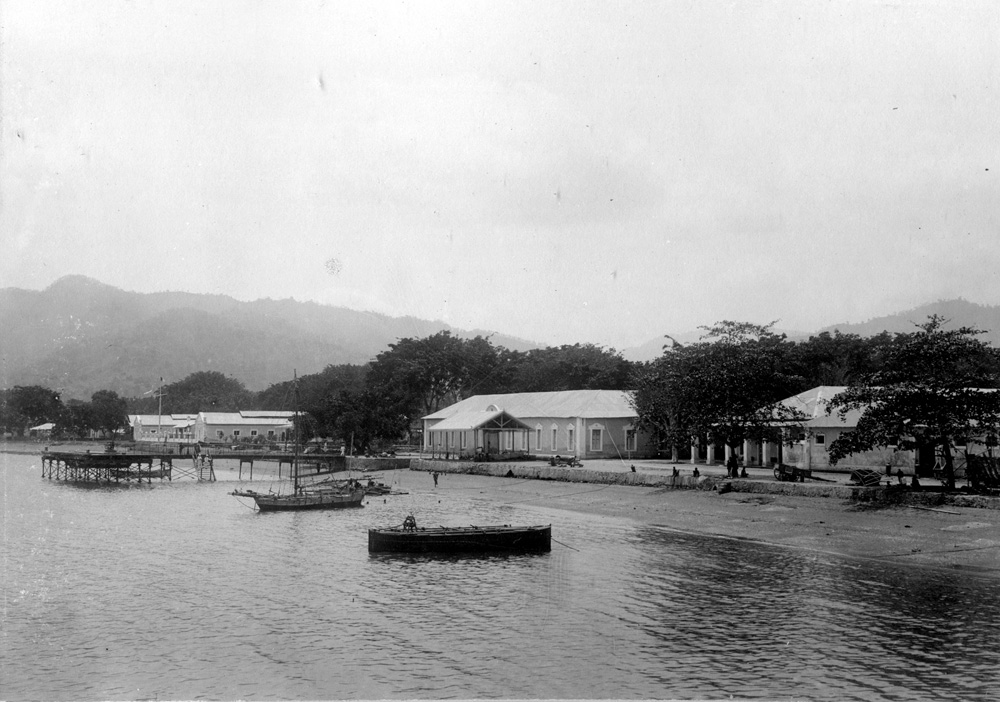
Das Ufer vor Colmera (ca. 1901/03)

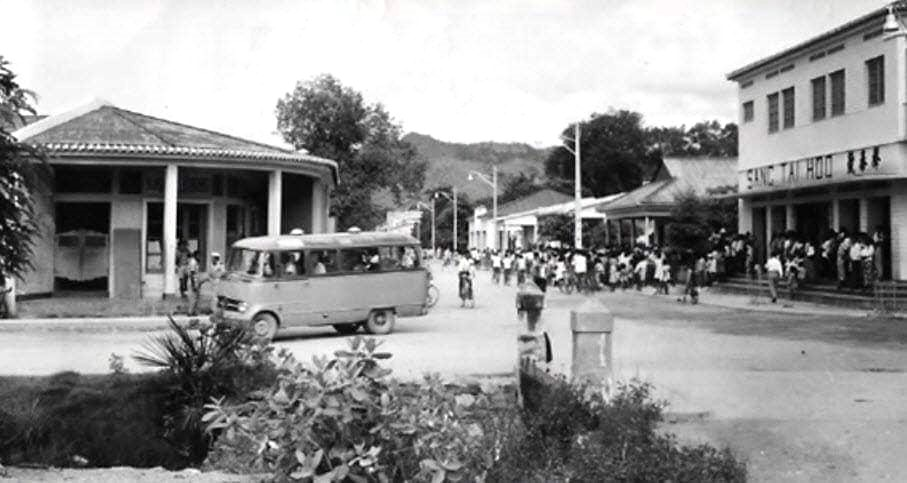
Colmera in der Nachkriegszeit

Colmera bildete zusammen mit Motael und Bidau Lecidere das historische Zentrum Dilis. Auf dem Gelände des heutigen Nationalparlaments, befand sich die zwischen 1867 und 1877 erbaute Hauptkirche (portugiesisch Igreja matriz) Dilis, bis diese 1933 der ersten Kathedrale der Stadt weichen musste. Der 1937 eingeweihte neoklassizistische Bau wurde aber im Zweiten Weltkrieg zerstört.
Am Denkmal von Heinrich dem Seefahrer, vor dem Regierungspalast, wurde im Juni 2012 ein Massengrab mit mindestens 72 Leichen entdeckt. Man geht davon aus, dass es sich um Opfer der indonesischen Invasion 1975 und folgende Hinrichtungen handelt. Da die Toten relativ groß waren, vermutet man, dass es sich bei den Opfern um Angehörige der chinesischen Minderheit handelt, die am Toko-Lay-Gebäude ermordet wurden. Möglicherweise starben die Opfer auch im Zweiten Weltkrieg.

## Einrichtungen

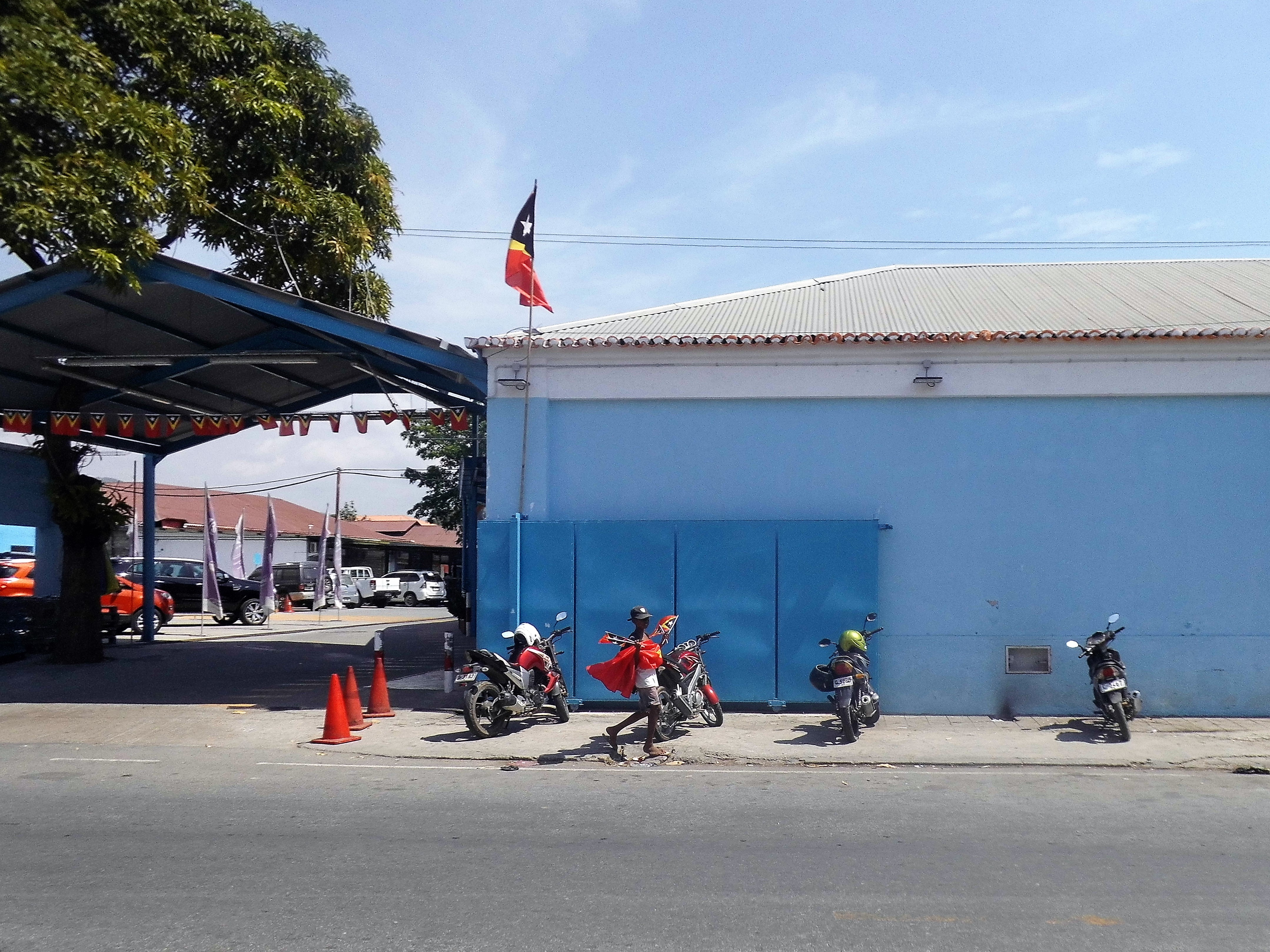
Rua de Moçambique (Colmera)

Im Stadtteil Colmera liegen der Regierungspalast, das Nationalparlament, das Gebäude der Comissão Nacional de Eleições (CNE), das Ministerium für Staatsadministration und das Ministerium für Justiz. Der Südosten, der im Westen von der Rua de de Moçambique und im Osten von der Avenida Xavier do Amaral begrenzt wird, beherbergt dei ehemaligen Gebäude der Sociedade Agrícola Pátria e Trabalho (SAPT), das Archiv & Museum des timoresischen Widerstands (AMRT) und mehrere Gebäude der Universidade Nasionál Timór Lorosa’e (UNTL), darunter das Liceu Dr. Francisco Machado mit der Fakultät für Bildung, Kunst und Humanismus. Im Südwesten liegt zwischen Avenida Dom Ricardo da Silva und Rua de Colmera der Jardim Colmera.
In Soslodade befindet sich der Tais-Markt und das Hotel Timor. Östlich des Stadtparks Jardim 5 de Maio (der in Motael liegt), wo sich die Avenida Marginal in die Avenida de Motael und die Avenida Nicolau Lobato aufspaltet, steht seit 1972 das Denkmal für Leutnant Manuel Jesus Pires.
Außerdem liegen in Colmera der Sitz der Generalstaatsanwaltschaft Osttimors und des Sportvereins Sport Dili e Benfica.

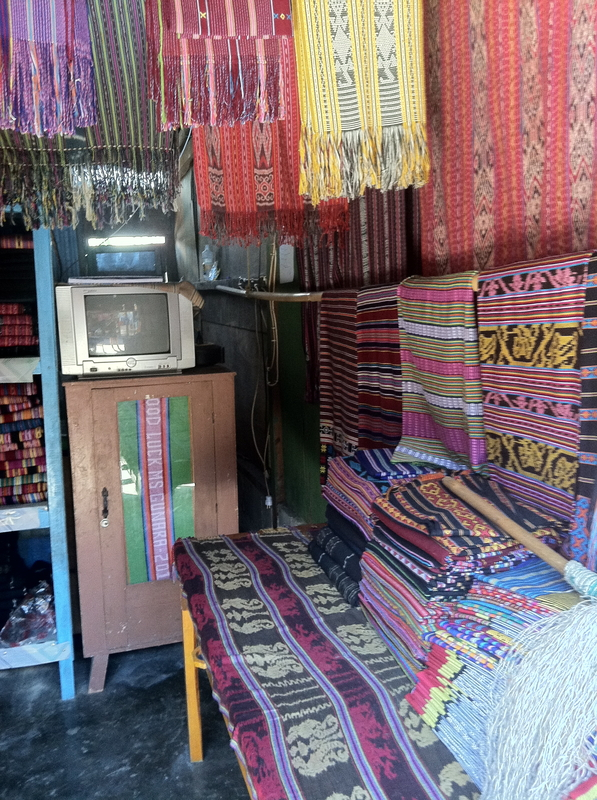
Tais-Markt
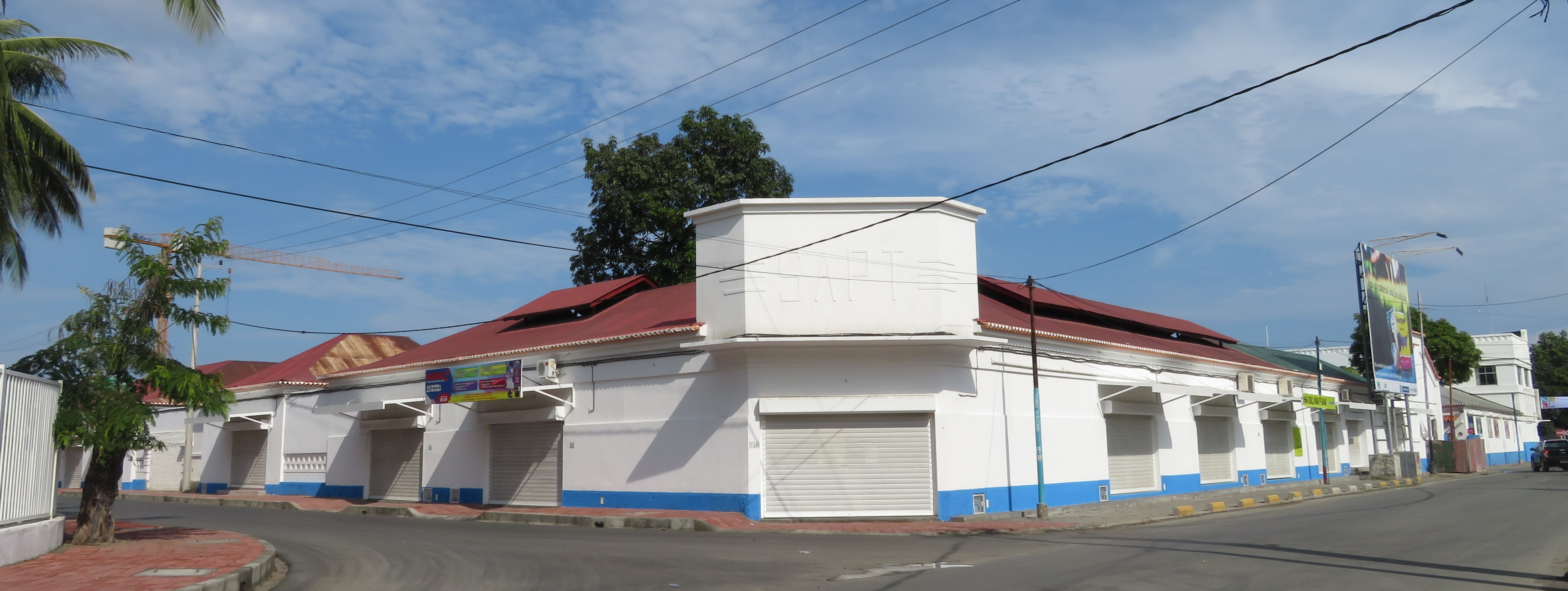
Sociedade Agrícola Pátria e Trabalho
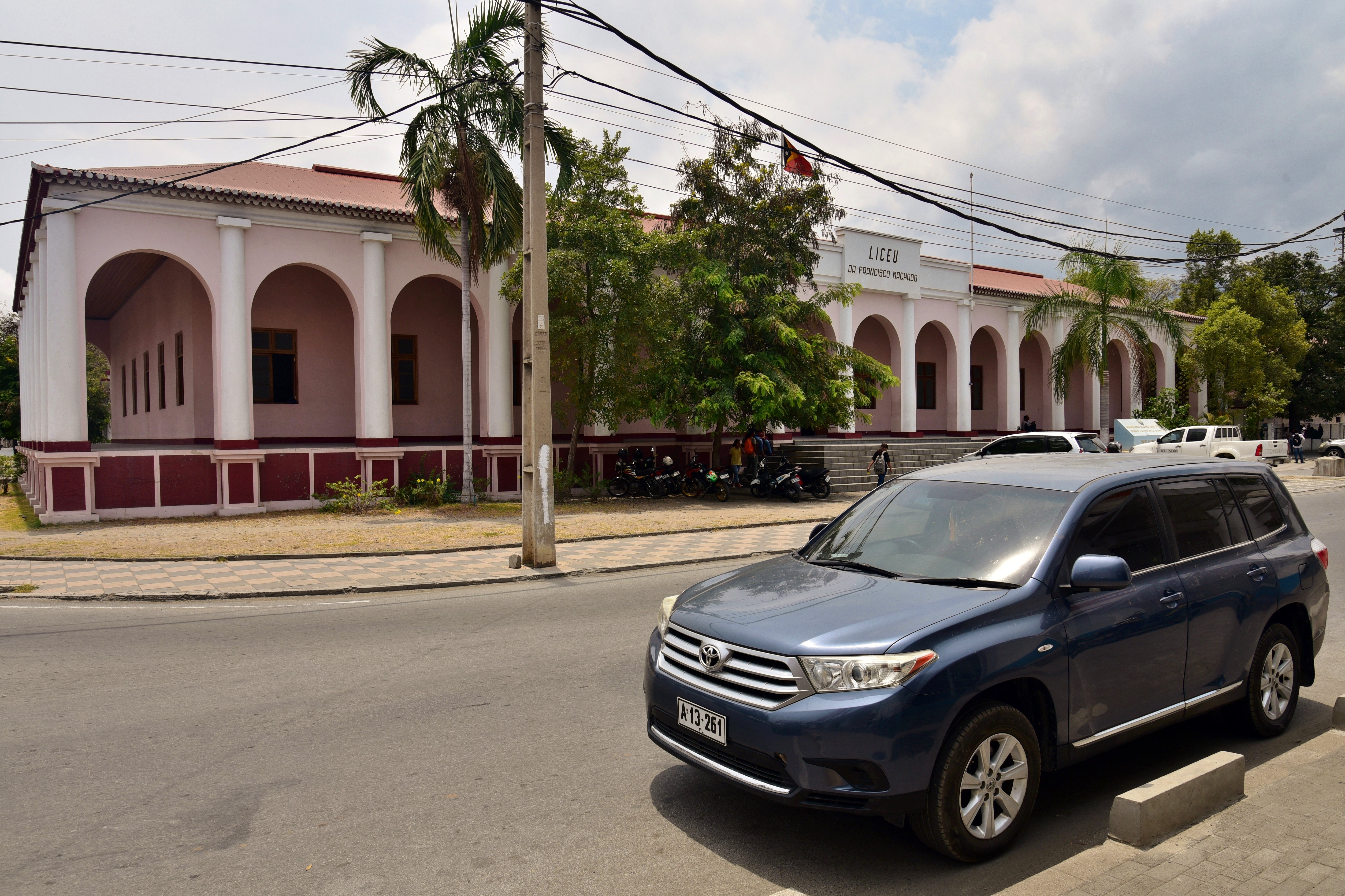
Liceu Dr. Francisco Machado

## Politik

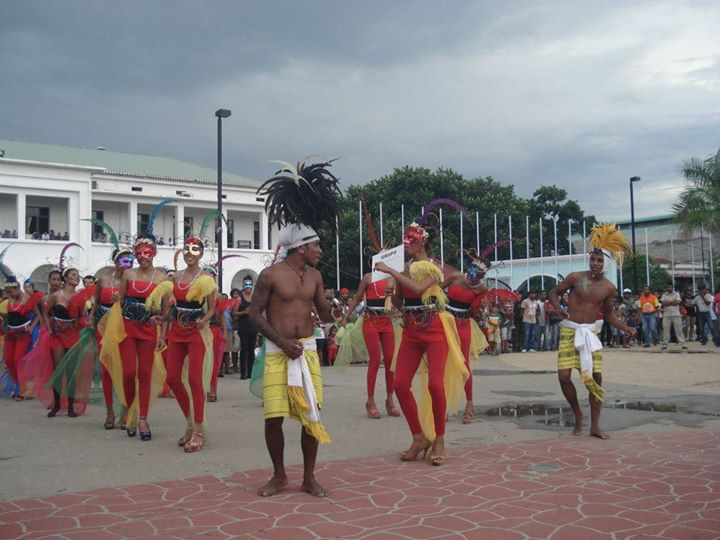
Karneval in Dili

Bei den Wahlen von 2004/2005 wurde Ricardo Guterres zum Chefe de Suco gewählt. Bei den Wahlen 2009 gewann Armenio Aleixo da Silva und 2016 Armenio A. da Silva.